# Джамоат им. Шарипова
Джамоат имени Шарифова (тадж. Ҷамоати ба номи Шарифов) — джамоат Таджикистана. Площадь — 48 км². Население — 20284 человек.

## География
Через этот джамоат протекает большой Ферганский канал, начинающийся с Нарына в Кыргызстане.

## Административное деление
Джамоат им. Эргаша Шарипова Канибадамского района, включает четыре административные единицы: Махрам, Ниязбек, Маданият и дехканское хозяйство Пахтакор (бывш. Коммунизм). Существует общественный транспорт до райцентра от кишлака Махрам 5 км, Маданият −3 км и Пахтакор — 2 км.